# Distrito electoral 03 (Nebraska)
El distrito electoral 03 (en inglés: Precinct 03) es un distrito electoral ubicado en el condado de Dawes en el estado estadounidense de Nebraska. En el Censo de 2010 tenía una población de 1103 habitantes y una densidad poblacional de 1.595,02 personas por km².

## Geografía
El distrito electoral 03 se encuentra ubicado en las coordenadas 42°49′37″N 102°59′44″O / 42.82694, -102.99556. Según la Oficina del Censo de los Estados Unidos, el distrito electoral 03 tiene una superficie total de 0.69 km², que corresponden a tierra firme.

## Demografía
Según el censo de 2010, había 1103 personas residiendo en el distrito electoral 03. La densidad de población era de 1.595,02 hab./km². De los 1103 habitantes, el distrito electoral 03 estaba compuesto por el 90.66% blancos, el 0.91% eran afroamericanos, el 4.08% eran amerindios, el 0.82% eran asiáticos, el 0.27% eran isleños del Pacífico, el 1.27% eran de otras razas y el 1.99% pertenecían a dos o más razas. Del total de la población el 3.99% eran hispanos o latinos de cualquier raza.